# S/Y Britt-Marie

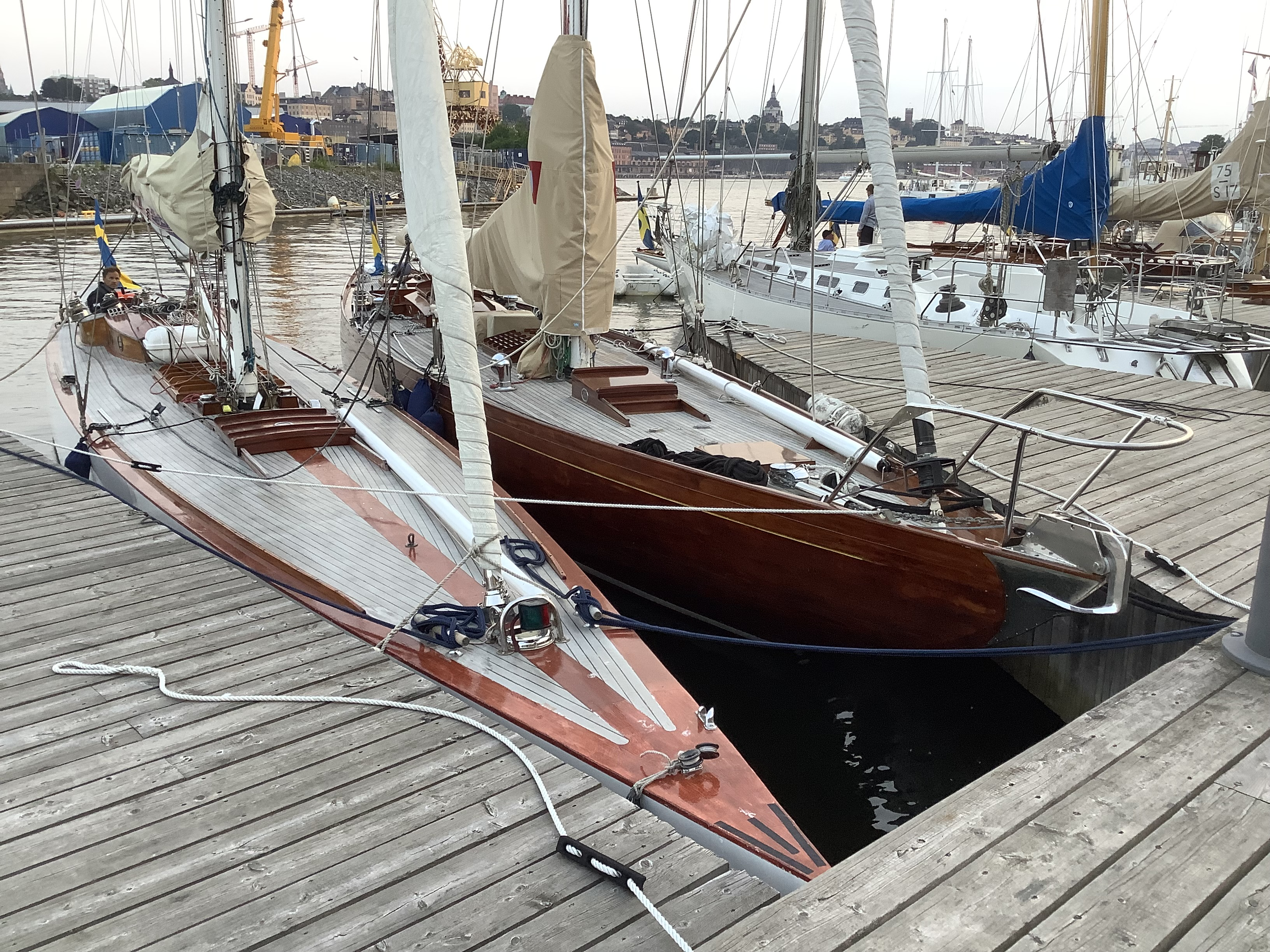
Britt-Marie till vänster, bredvid Itaka vid Nya Djurgårdsvarvet.

S/Y Britt-Marie är en svensk, bermudariggad segeljakt byggd 1921 efter skärgårdskryssarregeln. Hon ritades av Tore Holm och byggdes på  Holms Yachtvarv i Gamleby i Västervik, på uppdrag av den svenske entreprenören, förläggaren och publicisten Erik Åkerlund (1877–1940).
Segelytan (storsegel + fock) är 95 kvadratmeter, tecken i seglet 95, S8, masthöjd 24 meter.
Britt-Marie var vid tiden då hon skapades och för en lång tid framöver en av de snabbaste segeljakterna i Sverige. Hon vann redan under sitt debutår flera stora kappseglingar och deltar regelbundet i bland annat Gotland runt. Hon höjdes med ett bord 1930 och byggdes om 1968–1988, varefter hon inte längre klassas som en skärgårdskryssare.
Bland andra segelbåtar som varit i Erik Åkerlunds ägo kan nämnas Princess Svanevit ritad av Gustaf Estlander (1876–1930) och Tore Holm (1896–1977), SK 55 Maritana ritad av August Plym och Tore Holms 6rM Bissbi. S/Y Britt-Marie är avbildad på en av den rikligt utsmyckade Princess Svanevits intarsior, skapade av konstnären Ewald Dahlskog (1894–1950).